# عسل‌گیر ریش‌دراز
عسل‌گیر ریش‌دراز (نام علمی: Melidectes princeps) نام یک گونه از سرده عسل‌گیرها است.